# ماثيو روبرت بليك
ماثيو روبرت بليك هو سياسي كندي، ولد في 8 يناير 1876 في كندا، وتوفي في 21 نوفمبر 1937. حزبياً، نشط في Unionist Party (Canada) ‏ وحزب كندا المحافظ. وقد انتخب عضو مجلس العموم الكندي.